# Give the Drummer Some
Give the Drummer Some è il primo album in studio del batterista statunitense Travis Barker, pubblicato nel 2011 dalla Interscope Records.

## Tracce
1. Can a Drummer Get Some (featuring Lil Wayne, Rick Ross, Swizz Beatz & Game) – 3:21 (Dwayne Carter Jr., William Roberts II, Kasseem Dean, Jayceon Taylor, Travis Barker)
2. If You Want To (featuring Pharrell & Lupe Fiasco) – 3:53 (Pharrell Williams, Wasalu Jaco, Travis Barker)
3. Carry It (featuring RZA, Raekwon & Tom Morello) – 3:56 (Robert Diggs, Corey Woods, Travis Barker, Tom Morello)
4. Knockin' (featuring Ludacris, Snoop Dogg, E-40 & Dev) – 4:01 (Calvin Broadus, Christopher Bridges, Earl Stevens, Devin Tailes, Travis Barker)
5. Jump Down (featuring The Cool Kids) – 3:07 (Antoine Reed, Evan Ingersoll, Travis Barker)
6. Devil's Got a Hold (featuring Slaughterhouse) – 5:53 (Joseph Budden II, Dominick Wickliffe, Joell Ortiz, Ryan Montgomery, Travis Barker, Kevin Bivona)
7. Let's Go (featuring Yelawolf, Twista, Busta Rhymes & Lil Jon) – 3:13 (Michael Atha, Carl Mitchell, Trevor Smith Jr., Jonathan Smith, Travis Barker, Kevin Bivona)
8. Saturday Night (featuring Transplants & Slash) – 3:24 (Rob Aston, Tim Armstrong, Travis Barker, Saul Hudson)
9. Cool Head (featuring Kid Cudi) – 4:39 (Scott Mescudi, Travis Barker)
10. Raw Shit (featuring Tech N9ne & Bun B) – 3:19 (Aaron Yates, Bernard Freeman, Travis Barker)
11. Just Chill (featuring Beanie Sigel, Bun B & Kobe) – 3:28 (Dwight Grant, Bernard Freeman, Brian "Kobe" Honeycutt, Travis Barker, Kevin Bivona)
12. Beat Goes On (featuring Cypress Hill) – 4:20 (Louis Freese, Senen Reyes, Travis Barker, Kevin Bivona)

Tracce bonus nell'edizione deluxe
1. On My Own (featuring Corey Taylor) – 3:45 (Corey Taylor, Travis Barker)
2. Don't F**k with Me (featuring Paul Wall, Jay Rock & Kurupt) – 4:22 (Paul Slayton, Johnnie McKenzie, Ricardo Brown, Travis Barker, Kevin Bivona)
3. City of Dreams (featuring Clipse, Kobe & Kobe) – 4:46 (Gene Thornton, Terrence Thornton, Honeycutt, Travis Barker)
4. Misfits (featuring Steve Aoki) – 9:10 (Steve Aoki, Travis Barker) – dopo oltre 4 minuti di silenzio (4:03-8:14) inizia la traccia fantasma I Play the Drums

## Classifiche
| Classifica (2011) | Posizione massima |
| ----------------- | ----------------- |
| Stati Uniti       | 9                 |